# پل شهید شاطری
پل شهید شاطری اولین پل زیر قوسی شهری ایران است که در شهر سمنان واقع شده‌است. این پل بخشی از بلوار معلم سمنان است که میدان کوثر را به میدان شهید مطهری وصل می‌کند. این پل بر فراز میدان معلم بنا شده‌است. این پل پیش از بهره‌برداری با عنوان پل معلم شناخته می‌شد.

## مشخصات فنی
پل زیر قوسی درون‌شهری شهید شاطری سمنان دارای ۴۵۰ متر طول است، عرشه فلزی پل به طول ۳۰۰ متر، قوس دهنه میانی پل ۶۶ متر و ارتفاع آن در بخش بالاترین دهنه میانی نیز ۱۲ متر است.
این پل شامل پایه‌های بتنی و عرشه فلزی است و عرض هر لاین عبوری پل ۹٫۵ متر و مجزا از هم است. ویژگی برجسته این پل شکل خاص آن و همچنین عمود نبودن دو ضلع شرقی و غربی آن است.
شیب قسمت شرقی پل ۷ درصد و شیب قسمت غربی پل شهید شاطری نیز ۵ درصد است.
مجموع تناژ بتن ریزی در این سازه ۵ هزار و ۷۰۰ متر مکعب بوده‌است که از این میزان یک هزار و ۲۱۰ تن برای عرشه فلزی، ۸۰۰ تن جهت آرماتوربندی و سایر موارد استفاده شده‌است.
طراحی سازه، معماری و سیویل این پل توسط دکتر محمود میناوند و مهندس امیرپیمان زندی از مهندسین مشاور طازند صورت گرفته‌است. پل معلم در سال ۱۳۹۱ در سومین کنفرانس سازه و فولاد بعنوان طرح برتر فولادی کشور در بخش پل شناخته شد.

## تغییر نام
عملیات ساخت این پل در سال ۹۰ و پیش از درگذشت حسن شاطری از فرماندهان سپاه قدس ایران در لبنان آغاز شد. در زمان ساخت این پروژه نیز این پل با عنوان پل معلم شناخته می‌شد. اما در زمان بهره‌برداری پل در حالی که کمتر از دو ماه از درگذشت حسن شاطری می‌گذشت این پل به نام او تغییر نام داد